# Машуренко, Руслан Александрович
Русла́н Алекса́ндрович Машуре́нко (укр. Руслан Олександрович Машуренко, род. 13 марта 1971) — украинский дзюдоист, бронзовый медалист Олимпийских игр 2000 года, Заслуженный мастер спорта Украины.

## Спортивная биография
Руслан Машуренко за свою спортивную карьеру успел побывать неоднократном чемпионом Украины, чемпионом Европы среди клубов, неоднократным призёром Чемпионата Европы (1995 и 2000 годов), чемпион мира среди студентов по дзюдо. Руслан Машуренко в 1996 году принял участие в Олимпиаде в Атланте (США), где боролся в весовой категории до 90 кг и занял 13 место. Руслан потерпел поражение от румынского дзюдоиста Адриана Кройтору, которому также проиграл в схватках за бронзу на чемпионате мира-1993 в Хэмилтоне и чемпионате Европы-1994 Гданьске.
Первый тренер — Лисовицкий Всеволод Николаевич, тренера — Калинский Анатолий Николаевич и Бондарев Анатолий Иванович.

## Олимпийские игры в Сиднее
Игры-2000 для Руслана Машуренко начались неудачно — с поражения от француза Фредерика Демонфокона, которого ровно за три месяца до этого Руслан победил в схватке за бронзу на чемпионате Европы. Демонфокон также стал обладателем бронзовой медали в этой же весовой категории в Сиднее, но перед этим вышел в полуфинал, позволив Руслану бороться в утешительных встречах за 3 место. Все 4 утешительные встречи с представителями Пуэрто-Рико, Аргентины, Испании и Канады украинец выиграл чисто — «иппоном», и в итоге венцом карьеры дзюдоиста стала бронзовая медаль в 2000 году на Олимпийских играх в Сиднее (Австралия).
Также занимался самбо, является серебряным и бронзовым призёром чемпионата мира по самбо.

## Дальнейшая карьера
На сегодняшний день проживает в Киеве, является Вице-президентом Федерации дзюдо Украины, а также Почётным президентом Федерации дзюдо Одесской области. С ноября 2017 года по август 2021 года был главным тренером сборной Азербайджана по дзюдо.

## Результативные участия в соревнованиях
| Год  | Турнир                    | Место | Весовая категория |
| ---- | ------------------------- | ----- | ----------------- |
| 2000 | Олимпийские игры          | 3     | до 90 кг          |
| 2000 | Чемпионат Европы по дзюдо | 3     | до 90 кг          |
| 1997 | Чемпионат мира по дзюдо   | 5     | до 86 кг          |
| 1996 | Чемпионат Европы по дзюдо | 5     | до 86 кг          |
| 1995 | Чемпионат мира по дзюдо   | 5     | до 86 кг          |
| 1995 | Чемпионат Европы по дзюдо | 3     | до 86 кг          |
| 1994 | Чемпионат Европы по дзюдо | 5     | до 86 кг          |
| 1993 | Чемпионат мира по дзюдо   | 5     | до 86 кг          |

## Политическая деятельность
На выборах в Верховный Совет 2006 года баллотировался от блока Натальи Витренко «Народная оппозиция» под № 45 (1971 года рождения, член Партии «Русско-Украинский Союз» (РУСЬ), образование высшее, ведущий специалист Государственной комиссии с ценных бумаг и фондового рынка, проживает в городе Феодосия Автономной Республики Крым)

## Карьерный рост
- По состоянию на 21.12.2005 — ведущий специалист Государственной комисии с ценных бумаг и фондового рынка.[2]
- По состоянию на 01.04.2009 — заместитель директора департамента с контрольно-правовой работы Государственной комисии с ценных бумаг и фондового рынка.[3]
- По состоянию на 22.12.2009 — временно выполняющий обязанности директора департамента с контрольно-правовой работы Государственной комисии с ценных бумаг и фондового рынка.[4]

## Государственные награды
- Знак отличия Президента Украины орден «За мужество» ІІІ степени (06.10.2000)[5]